# Phaeographis nardiensis
Phaeographis nardiensis är en lavart som beskrevs av A. W. Archer. Phaeographis nardiensis ingår i släktet Phaeographis och familjen Graphidaceae.   Inga underarter finns listade i Catalogue of Life.